# Rick Steiner
Robert Rechsteiner (Bay City (Michigan), 9 maart 1961), beter bekend als Rick Steiner, is een Amerikaans professioneel worstelaar die vooral bekend is van zijn tijd bij National Wrestling Alliance, van 1987 tot 1990, World Championship Wrestling, van 1988 tot 1992 en van 1996 tot 2001, en World Wrestling Federation, van 1992 tot 1994.
Robert en zijn jongere broer Scott vormden jarenlang een tag team, The Steiner Brothers, en ze wonnen samen vele titels bij het tag-teamafdeling.

## In het worstelen
- Finishers
  - Diving bulldog
  - Steiner Driver (Death Valley driver)

- Signature moves
  - Bridging / Release German suplex
  - Double leg takedown
  - Headbutt
  - Overhead
  - Scoop powerslam
  - Steiner–Line (Running lariat)

- Managers
  - Eddie Gilbert
  - Robin Green
  - Missy Hyatt
  - Kevin Sullivan

- Bijnaam
  - "The Dog-Faced Gremlin"

## Prestaties
- Jim Crockett Promotions / World Championship Wrestling
  - NWA Florida Heavyweight Championship (1 keer)
  - NWA United States Tag Team Championship (2 keer; 1x met Eddie Gilbert en 1x met Scott Steiner)
  - NWA World Tag Team Championship (1 keer met Scott Steiner)
  - NWA World Television Championship (1 keer)
  - WCW United States Heavyweight Championship (1 keer)
  - WCW World Tag Team Championship (7 keer; 6x met Scott Steiner en 1x met Kenny Kaos)
  - WCW World Television Championship (2 keer)
  - Pat O'Connor Memorial Tag Team Tournament (1990) - Scott Steiner

- Mid-Atlantic Championship Wrestling
  - NWA Mid-Atlantic Tag Team Championship (2 keer; 1x met Terry Taylor en 1x met Scott Steiner)

- New Japan Pro Wrestling
  - IWGP Tag Team Championship (2 keer met Scott Steiner)

- Pro Wrestling America
  - PWA Tag Team Championship (1 keer met Scott Steiner)

- Pro Wrestling Illustrated
  - PWI Match of the Year (1991) - met Scott Steiner vs. Lex Luger en Sting op SuperBrawl
  - PWI Tag Team of the Year (1990, 1993) - met Scott Steiner

- Southern Championship Wrestling
  - SCW Championship (1 keer)

- United Wrestling Federation
  - UWF Rock 'n' Roll Express Championship (1 keer met Scott Steiner)

- Universal Wrestling Federation
  - UWF World Tag Team Championship (1 keer met Sting)

- World League Wrestling
  - WLW Heavyweight Championship (2 keer)

- World Wrestling Federation
  - WWF Tag Team Championship (2 keer met Scott Steiner)

- Wrestling Observer Newsletter awards
  - 5 Star Match (1991) - met Scott Steiner, Sting en Brian Pillman vs. Ric Flair, Larry Zbyszko, Barry Windham en Sid Vicious in een WarGames match op WrestleWar
  - Tag Team of the Year (1990) - met Scott Steiner
  - Most Improved (1986)
  - Best Gimmick (1988)